# Скоттдейл (Джорджія)
Скоттдейл (англ. Scottdale) — переписна місцевість (CDP) в США, в окрузі Декальб штату Джорджія. Населення — 10 698 осіб (2020).

## Географія
Скоттдейл розташований за координатами 33°47′51″ пн. ш. 84°15′46″ зх. д. / 33.79750° пн. ш. 84.26278° зх. д. (33.797487, -84.262652).  За даними Бюро перепису населення США в 2010 році переписна місцевість мала площу 9,08 км², з яких 9,06 км² — суходіл та 0,02 км² — водойми.

## Демографія
Згідно з переписом 2010 року, у переписній місцевості мешкала 10 631 особа в 4210 домогосподарствах у складі 2422 родин. Густота населення становила 1171 особа/км².  Було 4768 помешкань (525/км²).
Расовий склад населення:
| - 38,3 % — чорних або афроамериканців - 32,3 % — білих - 23,1 % — азіатів - 0,2 % — корінних американців - 2,3 % — осіб інших рас |

До двох чи більше рас належало 3,8 %. Частка іспаномовних становила 5,3 % від усіх жителів.
За віковим діапазоном населення розподілялося таким чином: 24,3 % — особи молодші 18 років, 69,4 % — особи у віці 18—64 років, 6,3 % — особи у віці 65 років та старші. Медіана віку мешканця становила 32,3 року. На 100 осіб жіночої статі у переписній місцевості припадало 95,3 чоловіків;  на 100 жінок у віці від 18 років та старших — 90,6 чоловіків також старших 18 років.
Середній дохід на одне домашнє господарство  становив 51 618 доларів США (медіана — 40 015), а середній дохід на одну сім'ю — 54 691 долар (медіана — 36 875). Медіана доходів становила 40 009 доларів для чоловіків та 41 121 долар для жінок. За межею бідності перебувало 37,9 % осіб, у тому числі 62,6 % дітей у віці до 18 років та 4,2 % осіб у віці 65 років та старших.
Цивільне працевлаштоване населення становило 5011 осіб. Основні галузі зайнятості: освіта, охорона здоров'я та соціальна допомога — 25,1 %, роздрібна торгівля — 18,2 %, науковці, спеціалісти, менеджери — 13,8 %, мистецтво, розваги та відпочинок — 11,5 %.